# Onze-Lieve-Vrouw-van-Lourdeskapel (Molenbeersel)

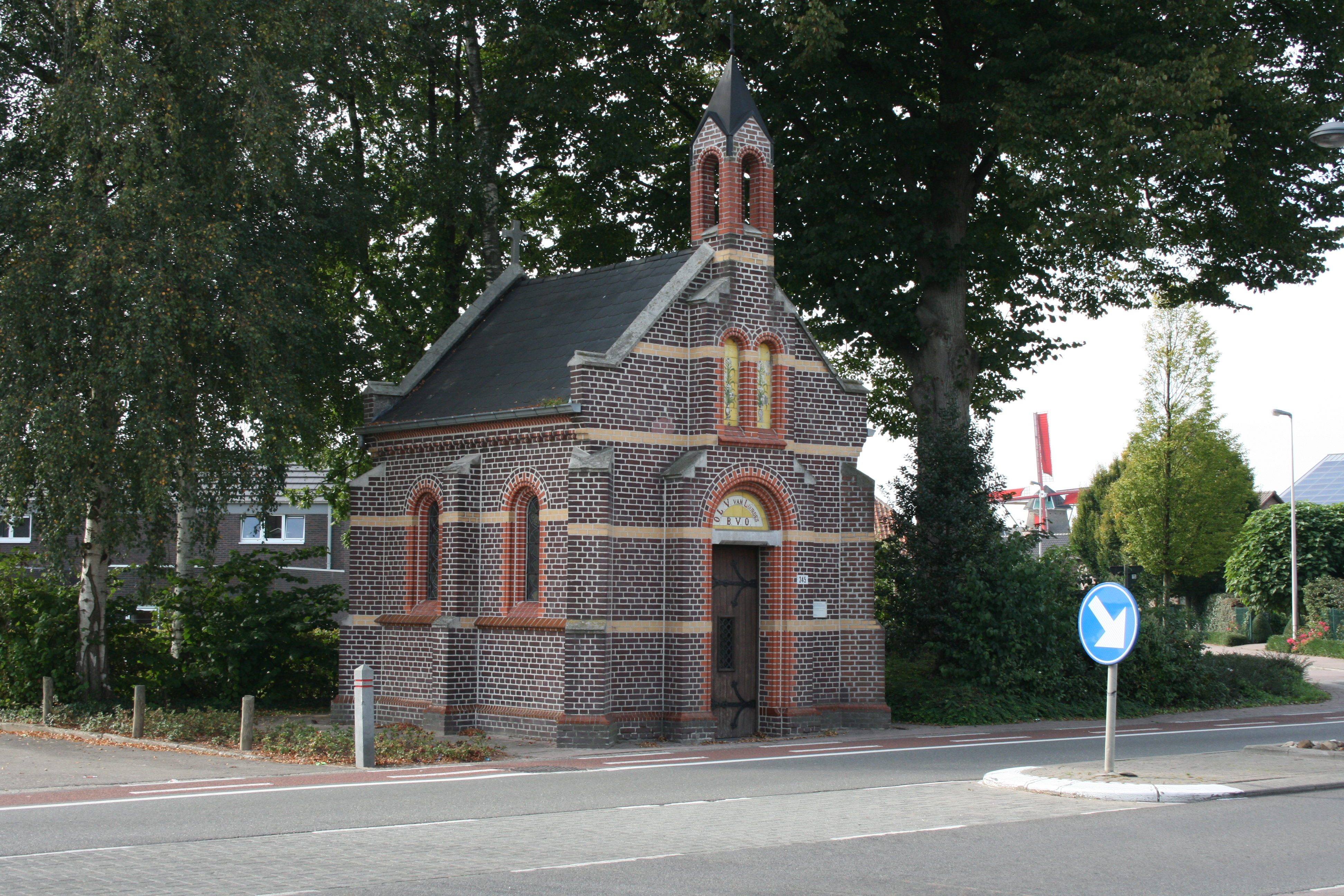
De Onze-Lieve-Vrouw-van-Lourdeskapel is een kapel gelegen in het dorp Molenbeersel.

De Onze-Lieve-Vrouw-van-Lourdeskapel is een kapel gelegen in Molenbeersel, een deelgemeente van Kinrooi in de Belgische provincie Limburg. De kapel is opgedragen aan Onze-Lieve-Vrouw van Lourdes.

## Voorgeschiedenis
Op het einde van de 19de eeuw stond in de hof van de familie Louis Janssen - Meerten een kapel waar O.L.-Vrouw van Rust vereerd werd als patrones tegen zenuwziekten en schreiende kinderen. Het is onbekende wanneer of door wie deze gebouwd werd.
Na de verdwijning van deze kapel, werd er omstreeks 1902 - 1903 een nieuwe kapel gebouwd in de buurt. Echter werd deze kapel afgebroken door het aanleggen van de tramlijn Maaseik - Weert in 1909.

## Huidige kapel
De huidige kapel staat op eigendom van de gemeente, tegenover het oude gemeentehuis en werd gebouwd in 1910 onder leiding van J. Stals (bouwkundige van Stramproy). Het metselwerk werd uitgevoerd door de gebroeders Verkennis van Neeritter.
In de apsis is een Lourdesgrot opgebouwd. Boven de ingangsdeur zijn in het schilderwerk twee vazen en leliebloemen aangebracht met het opschrijft "O.L.V. van Lourdes, B.V.O.". Boven de deur kan men in het timpaan het volgende opschrift lezen: "De parochianen aan hunne moeder Maria/1910/C. Gubbels, pastoor/L. Roex, kapelaan".
Deze kapel werd beschermd bij ministerieel besluit van 9 december 2005. De kapel van Onze-Lieve-Vrouw van Lourdes is gelegen naast de Weertersteenweg, op de hoek met de Slichtestraat (naast Weertersteenweg 343).